# Skarb narodów: Księga tajemnic

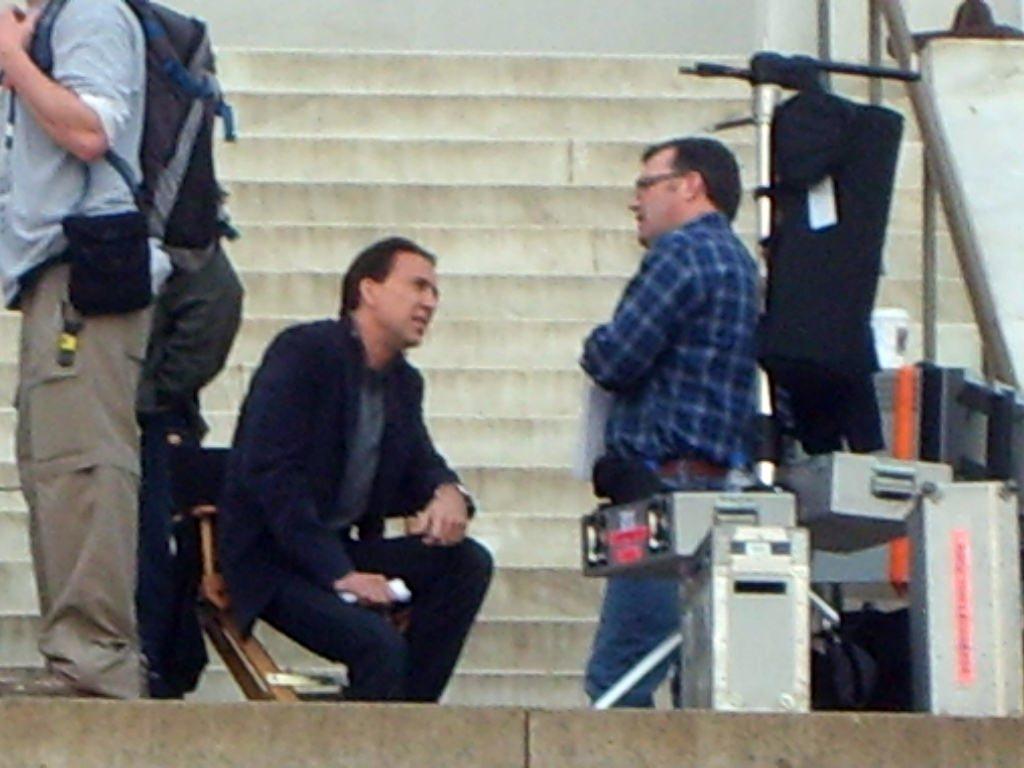
Nicolas Cage na planie filmu w pobliżu Pomnika Lincolna

Skarb narodów: Księga tajemnic (ang. National Treasure: Book of Secrets) – amerykański film przygodowy z 2007 roku w reżyserii Jona Turteltauba. Jest to kontynuacja filmu Skarb narodów z 2004 roku.

## Fabuła
Film o Benie Gatesie, znanym z pierwszej części filmu, który dowiaduje się, że istnieje dowód na to, że jego prapradziadek był przywódcą zamachu na życie Abrahama Lincolna. Postanawia oczyścić imię rodziny, a jedynym na to sposobem okazuje się znalezienie kolejnego skarbu.

## Obsada
- Nicolas Cage jako Ben Gates
- Diane Kruger jako Abigail Chase
- Justin Bartha jako Riley Poole
- Jon Voight jako Patrick Gates
- Helen Mirren jako Emily Appleton
- Harvey Keitel jako Sadusky
- Ed Harris jako Mitch Wilkinson
- Joel Gretsch jako Thomas Gates
- Bruce Greenwood jako prezydent USA

i inni